# Драґан Роман Дмитрович
Драґан Роман Дмитрович (англ. Roman Dragan, літературний псевдонім Ярослав Оріон) (*13 березня 1907, Борислав, Україна — †11 лютого 1998, Сідней, Австралія) — український письменник, лінгвіст, філософ і громадсько-культурний діяч в Австралії.

## Біографія

Михайло та Роман Драґани з батьками і сестрою

Драґан Роман Дмитрович народився у Тустановичах Дрогобицького повіту, поруч з Бориславом, у Галичині, яка була в час його дитячих років у складі Австро-Угорщини, у селянській родині Дмитра (Деметрія за метрикою, з с. Тустановичі) та Марії (з дому Мандзяк, з с. Сілець) Драґанів.
Рідний брат Михайла Драґана, також мав брата Петра та сестру Ярославу. Початкову освіту здобував у Бориславі. Після закінчення Бориславської гімназії студіював мови і філософію у Львівському університеті (під окупацією Польщі).

## Перед Другою світовою війною
У 1928 р. Роман Драґан, в час українського культурного відродження (т. зв. «скрипниківщини»), зрікшись польського громадянства, вирушає до Радянської України, де у Харкові починає викладати іноземні мови.
Під час сталінського терору у 1930 р. Романа Драґана арештовують і засилають до Алтайського краю. З початком Другої світової війни йому вдається втекти і пішки пробратись через Алтайські гори до Індії, а потім через Афганістан, Персію, Ірак і Палестину на волю. Деякий час служив у Французькому іноземному легіоні. Знання англійської, французької, німецької мов допомогло йому врятувати своє життя.

## На еміграції
У 1945 р. Роман Драґан переїжджає до табору для переміщених осіб у Карлсфельді, Мюнхен, Німеччина, де викладав у середній Українській школі. А у 1948 р. емігрує до Австралії і в Батгурському таборі для емігрантів (англ. Bathurst migrant camp) (НПВ) викладає англійську мову.
Наприкінці 50-х років переїздить до Сіднея, де стає дуже активним у громадському житті. Деякий час був головою Української Громади в Сіднеї, яку вважав «символом малої української держави», що об'єднує всіх українців, незалежно від релігійних чи партійних переконань. Іще на рідних землях належав до Українського Пласту і також був активним пластуном у 1950-их рр.

## Творчий доробок
В українському часописі «Вільна Думка» веде окрему колонку «Лекції англійської мови», також упродовж довгих років написав десятки статей, головно на громадські та культурні теми, писав рецензії на різні мистецькі виставки тощо.
Як письменник-науковець і знавець філософських наук, користуючись багатомовними літературними джерелами, написав кілька книг на філософсько-релігійні теми. Деякі з них були видані стараннями Об'єднання Українців Рідної віри в Гамільтоні, Канада, а інші рукописи ще чекають свого видання. Аналіз праць Ярослава Оріона засвідчує, що саме його книгами найбільше послуговувався Лев Силенко (зокрема ідеєю монотеїстичної концепції Рідної Віри). Ярослав Оріон ще за життя В. Шаяна не раз листовно дискутував з професором про Відродження Рідної Віри, але своїх переконань не змінив.
Роман Драґан радів з проголошення незалежності України. Він був людиною глибокої віри у Всевишнього — Бога-Творця, до якого молився своєю власною молитвою — безмежної Любові до своєї рідної Землі і народу.
Останні роки свого буремного і цікавого життєвого шляху Роман Драґан провів у Будинку для немічних «Ньюгейвен», Кройдон (Сідней), де і помер 11 лютого 1998 р. на 91-му році життя.

## Праці Ярослава Оріона
- «На роздоріжжі»,- Канада, 1991;
- «В дорозі до правди» — Австралія: Відродження.
- «Бог і релігія»
- «Голос предків»